# Zebron Kalima
Zebron Kalima (ur. 13 maja 2002 w Lilongwe) – piłkarz malawijski grający na pozycji lewego pomocnika. Jest wychowankiem klubu Silver Strikers.

## Kariera klubowa
Swoją karierę piłkarską Kalima rozpoczął w klubie Silver Strikers, w którym w sezonie 2020/2021 zadebiutował w pierwszej lidze malawijskiej. W debiutanckim sezonie wywalczył z nim wicemistrzostwo Malawi.

## Kariera reprezentacyjna
W reprezentacji Malawi Kalima zadebiutował 31 grudnia 2021 w wygranym 2:1 towarzyskim meczu z Komorami, rozegranym w Dżuddzie. W 2022 roku został powołany do kadry na Puchar Narodów Afryki 2021. Na tym turnieju zagrał w jednym meczu, grupowym z Gwineą (0:1).